# Stolyčnyj Ekspres
Stolyčnyj Ekspres (ukrajinsky Столичний експрес) je denní rychlíkový spoj ukrajinských státních drah Ukrzaliznycja. Je provozován na dvou trasách:
1. Kyjev – Myrhorod – Poltava – Charkov (4,5 hod., 3 páry denně)
2. Kyjev – Smila – Znamjanka – Oleksandrija – Dnipro (6 hod., 3 páry denně)